# Good Hope (Botswana)
Pour les articles homonymes, voir Goodhope.
Good Hope est une ville du Botswana.